# Кралство Астурия
Кралство Астурия (на испански: Reino de Asturias) е историческа държава в северозападната част на Иберийския полуостров, основана през 718 г. и просъществувало до 925 г. Кралство Астурия е първата християнска държава на Иберийския полуостров след завладяването му от маврите.

## История
Основател и първи крал на Астурия е вестготът Пелайо (Пелагий), който през 718 г. въстава срещу управлението на Омаядите и им нанася военно поражение в битката при Кавадонга, която се приема за начало на Реконкистата.
До Рамиро I Астурия е изборна монархия, а след него – наследствена. След смъртта на Алфонсо ІІІ Велики Астурия се разделя на три части: Кралства Астурия, Леон и Галисия.
Кралство Астурия просъществува до 925 г., когато крал Фруел II става крал на Леон и присъединява земите на Астурия към тези на Леон.

## Владетели на Астурия

### Астурийска династия (718 – 739)[1]
- 718 – 737 Пелайо (ок. 690 – 737)
- 737 – 739 Фавила (ок. 715 – 6.739), син на Пелайо

### Кантабрийска династия (739 – 925)[2]
- 739 – 757 Алфонсо I Католик (693 – 757), ∞ за Гермесинда, дъщеря на крал Пелайо
- 757 – 768 Фруел I Жестокия (740 – 768), първи син на Алфонсо I Католик, ∞ за Муния Лопес
- 768 – 774 Аурелио (ок. 740 – 774), племенник на Алфонсо I Католик
- 774 – 783 Сило (†783), ∞ за Адосина, дъщеря на Алфонсо I Католик
- 783 – 789 Маурегато, извънбрачен син на Алфонсо I Католик
- 788 – 791 Бермудо I Дякон (ок. 750 – 797), племенник на Алфонсо I Католик, ∞ за Усенда
- 791 – 842 Алфонсо II Чистия (759/765 – 842), син на Фруел I Жестокия, ∞ за Берта
- 842 – 850 Рамиро I (ок. 790 – 850), син на Бермудо I Дякон, ∞ 842 за Патерна
- 850 – 866 Ордоньо I (ок. 830 – 866), син на Рамиро I, ∞ за Муния
- 866 – 910 Алфонсо III Велики (848 – 20.12.910), син на Ордоньо I, ∞ 870 за Химена

Разделяне на Астурия на три части: Кралства Астурия, Леон и Галисия
- 910 – 925 Фруел II Прокажения (871/873 – 925), трети син на Алфонсо III Велики, крал на Леон и Галисия (924 – 925). 1-ви брак (911) с Муния, дъщеря на Химено II, крал на Памплона; 2-ри брак с Урака, дъщеря на Абдулах ибн Мохамед Али от Толедо.

Обединение на Астурия и Леон в единно кралство – Кралство Леон